# Boivinella
Boivinella es un género de plantas herbáceas perteneciente a la familia de las poáceas. Es originario de Madagascar.

## Especies
- Boivinella argyrophylla (Hiern) Aubrév. & Pellegr. 1958
- Boivinella comorensis 	A. Camus 1925
- Boivinella glomerulifera (Hutch. & Dalziel) Aubrév. & Pellegr.	1958
- Boivinella kilimandscharica (G.M. Schulze) Aubrév. & Pellegr.	1958
- Boivinella natalensis 	(Sond.) Pierre ex Aubrév. & Pellegr. 1958
- Boivinella sclerioides	A. Camus 1925
- Boivinella wilmsii